# Нагиб, Мохаммед
Муха́ммед Наги́б (араб. محمد نجيب‎; 20 февраля 1901, Хартум, Англо-Египетский Судан — 29 августа 1984, Каир, Египет) — египетский военный и государственный деятель, первый президент Республики Египет после революции 1952 года.

## Биография

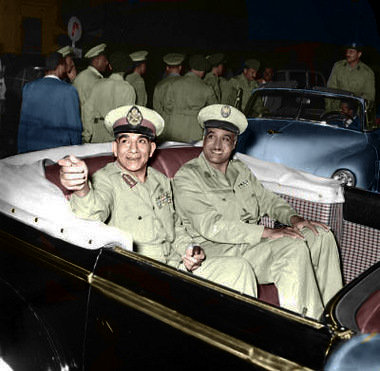
Мохаммед Нагиб и Насер в 1954 году

Мохаммед Нагиб родился в семье потомственных военных (его отец был офицером Вооружённых сил Египта, мать — суданкой). Учился в Гордоновском колледже в Хартуме, затем в Египетской военной академии. В 1918 году получил чин лейтенанта и начал военную службу в Судане. В начале 20-х переехал из Хартума в Каир, где сначала работал охранником, а затем поступил на службу в армию. 
В 1923 году вступил в националистическую организацию «Белое знамя». В 1929 году — магистр политэкономии, в 1931 году — магистр права. С 1938 года учился в колледже Генерального штаба, по окончании которого стажировался в британских войсках. С 1940 года работал в Генштабе. Построил довольно удачную военную карьеру, к 1940 году став одним из наиболее высокопоставленных египетских военных. Тем не менее, он не заслуживал политического доверия короля и дважды пытался подать в отставку. Оба раза король не удовлетворил его прошение. В 1944 году он был назначен заместителем губернатора Синая, в 1944—1945 годах — губернатором Восточной пустыни, в 1947 году командир 10-й пехотной бригады. В 1948 году участвовал в войне с Израилем. С 1948 года — генерал-майор. В 1949 году командующий пограничными войсками, в 1951 году командующий сухопутными войсками.
Летом 1949 года тайно вступил в движение «Свободные офицеры», составившее костяк оппозиции королю. Вместе с тем М. Нагиб был близок к движению Братья-мусульмане.
23 июля 1952 года совместно с Гамаль Абделем Насером и Анваром Садатом Нагиб осуществил в Египте военный переворот, известный как Июльская революция.
В сентябре 1952 года возглавил правительство Египетского королевства.
18 июня 1953 года стал первым президентом Египта. Из-за иностранного происхождения Мухаммеда Али-паши и его потомков, а также предшествовавших египетских правящих династий, в зарубежных источниках Нагиба называли первым коренным египтянином во главе Египта со времён фараона Нектанеба II (IV век до н.э.). Сам президент не соглашался с такой формулировкой.
Однако сразу же после прихода к власти начались споры по поводу нового курса Египта, в итоге уже в 1954 году решением Совета революционного руководства Нагиб был смещен с поста. Насер, в частности, предъявил ему обвинения в диктаторских амбициях.
До 1973 года жил под неформальным домашним арестом, от которого был освобождён решением нового президента Анвара Садата.
Умер 29 августа 1984 года.